# Opéra Magazine
 (novembre 2024).
Si vous disposez d'ouvrages ou d'articles de référence ou si vous connaissez des sites web de qualité traitant du thème abordé ici, merci de compléter l'article en donnant les références utiles à sa vérifiabilité et en les liant à la section « Notes et références ».
 (novembre 2024).
Opéra Magazine est un mensuel spécialisé, consacré à l'actualité internationale de l'art lyrique.
Cette revue ne doit pas être confondue avec l'hebdomadaire Opéra, créé par Jacques Chabannes en 1943 et disparu en 1952 ou avec le mensuel Opera, fondé en 1950 par le musicologue et historien de l'opéra George Lascelles, petit-fils du roi George V.

## Ligne éditoriale
Créé en 2005 par Alban Sauvanet, il est constitué d'entretiens avec les acteurs de l'univers lyrique : chanteurs, chefs d'orchestre, metteurs en scène, directeurs des théâtres… Il explore aussi les facettes du monde de l'opéra, à travers des rencontres avec divers professionnels : costumiers, musiciens d'orchestre, éclairagistes...
Chaque mois sont également chroniquées les représentations des principaux opéras en France et sur les principales scènes internationales, ainsi que celles données lors des festivals. S'y ajoutent les critiques des sorties de CD et DVD lyriques, ainsi que des livres traitant de musique classique.
Opéra Magazine délivre également des informations pratiques, notamment le calendrier des spectacles à venir.
Le tirage est de 5 000 exemplaires.